# Xifos

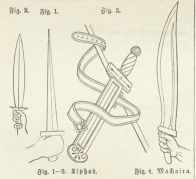
Espases antigues, fig. 1-3: xiphos, fig. 4: màkhaira.

La xifos (en grec: ξίφος) era una espasa curta de doble tall, era l'espasa utilitzada pels grecs. Actuava com a arma secundària dels hoplites un cop la llança es trencava en el camp de batalla. La fulla mesurava generalment al voltant d'uns 60 cm de llargada tot i que els espartans suposadament utilitzaven fulles de 30 cm durant les guerres Mèdiques. Normalment la xiphos es portava a l'esquerra penjant d'un baldric des de l'espatlla dreta. En l'actualitat es conserven poques xiphos.